# Rastrelliger brachysoma
Rastrelliger brachysoma es una especie de peces de la familia Scombridae en el orden de los Perciformes.

## Morfología
• Los machos pueden llegar alcanzar los 34,5 cm de longitud total.

## Distribución geográfica
Se encuentra desde el Mar de Andaman hasta Tailandia, Indonesia, Papúa Nueva Guinea, Filipinas, las Islas Salomón y Fiyi.